# Fareins
Fareins – miejscowość i gmina we Francji, w regionie Owernia-Rodan-Alpy, w departamencie Ain.

## Demografia
Według danych na styczeń 2012 r. gminę zamieszkiwały 2242 osoby, a gęstość zaludnienia wynosiła 272,7 osób/km².